# Ułęż (gmina)
Pour les articles homonymes, voir Ułęż.
Ułęż est une gmina rurale (gmina wiejska) du powiat de Ryki, dans la Voïvodie de Lublin, dans l'est de la Pologne.
Son siège administratif (chef-lieu) est le village d'Ułęż, qui se situe environ 14 kilomètres (km) à l'est de Ryki (siège du powiat) et 51 kilomètres au nord-ouest de la capitale régionale Lublin (capitale de la voïvodie).
La gmina couvre une superficie de 83,56 km2 pour une population de 3 572 habitants en 2006.

## Histoire
De 1975 à 1998, la gmina est attachée administrativement à l'ancienne voïvodie de Lublin.

Depuis 1999, elle fait partie de la nouvelle voïvodie de Lublin.

## Géographie
La gmina inclut les villages (sołectwa) de:

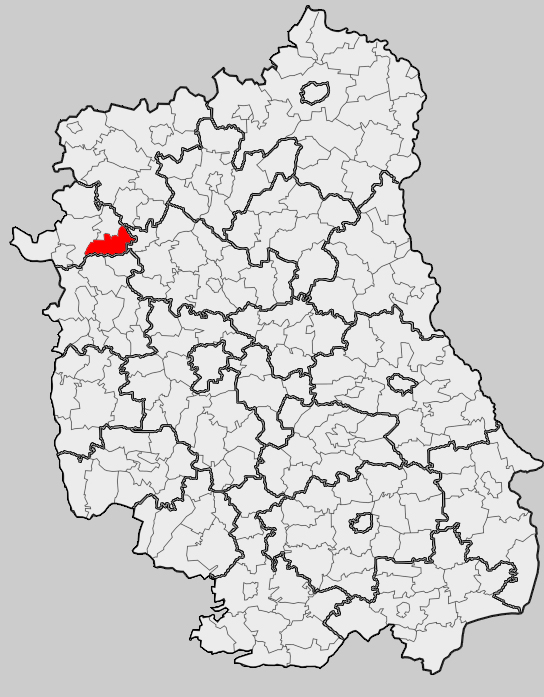
Position de la gmina dans la voïvodie

- Białki Dolne
- Białki Górne
- Drążgów
- Korzeniów
- Lendo Ruskie
- Podlodów
- Podlodówka
- Sarny
- Sobieszyn
- Ułęż
- Żabianka
- Zosin

### Gminy voisines
La gmina d'Ułęż est voisine des gminy de
- Adamów
- Baranów
- Jeziorzany
- Nowodwór
- Ryki
- Żyrzyn

## Structure du terrain
D'après les données de 2002, la superficie de la commune d'Ułęż est de 83,56 kilomètres carrés, répartis comme telle :
- terres agricoles : 57 %
- forêts : 23 %

La commune représente 13,58 % de la superficie du powiat.

## Démographie
Données du 30 juin 2004:
| Description        | Total  | Total | Femmes | Femmes | Hommes | Hommes |
| ------------------ | ------ | ----- | ------ | ------ | ------ | ------ |
| Unité              | Nombre | %     | Nombre | %      | Nombre | %      |
| Population         | 3 646  | 100   | 1 874  | 51,4   | 1 772  | 48,6   |
| Densité (hab./km²) | 43,6   | 43,6  | 22,4   | 22,4   | 21,2   | 21,2   |